# Pápua kuvikfecske
A pápua kuvikfecske (Aegotheles insignis) a madarak osztályának kuvikfecskealakúak (Aegotheliformes) rendjébe és a kuvikfecskefélék (Aegothelidae) családjába tartozó faj. Korábban, a család más fajaival együtt a sarlósfecske-alakúak rendjébe tartozó fajokkal rokonították.

## Rendszerezés
Besorolása vitatott, egyes rendszerezők a Euaegotheles nembe sorolják Euaegotheles insignis néven.

## Előfordulása
Indonézia és Pápua Új-Guinea területén honos. A természetes élőhelye szubtrópusi és trópusi hegyi esőerdők.

## Alfajai
- Aegotheles insignis insignis
- Aegotheles insignis pulcher

## Megjelenése
Pofáján szúrós tapintóserték vannak. Tollazata vörösesbarna.

## Életmódja
Éjszaka a fák lombjai közt gyűjtögeti rovarokból álló táplálékát.

## Szaporodása
Faodvakban fészkel.

## Külső hivatkozások
- Képek az interneten a fajról
- Internet Bird Collection - videók a fajról
- Xeno-canto.org - a faj hangja és elterjedési területe[halott link]